# Huérguina
Huérguina – gmina w Hiszpanii, w prowincji Cuenca, w Kastylii-La Mancha, o powierzchni 28,01 km². W 2011 roku gmina liczyła 51 mieszkańców.